# Eduard Popius

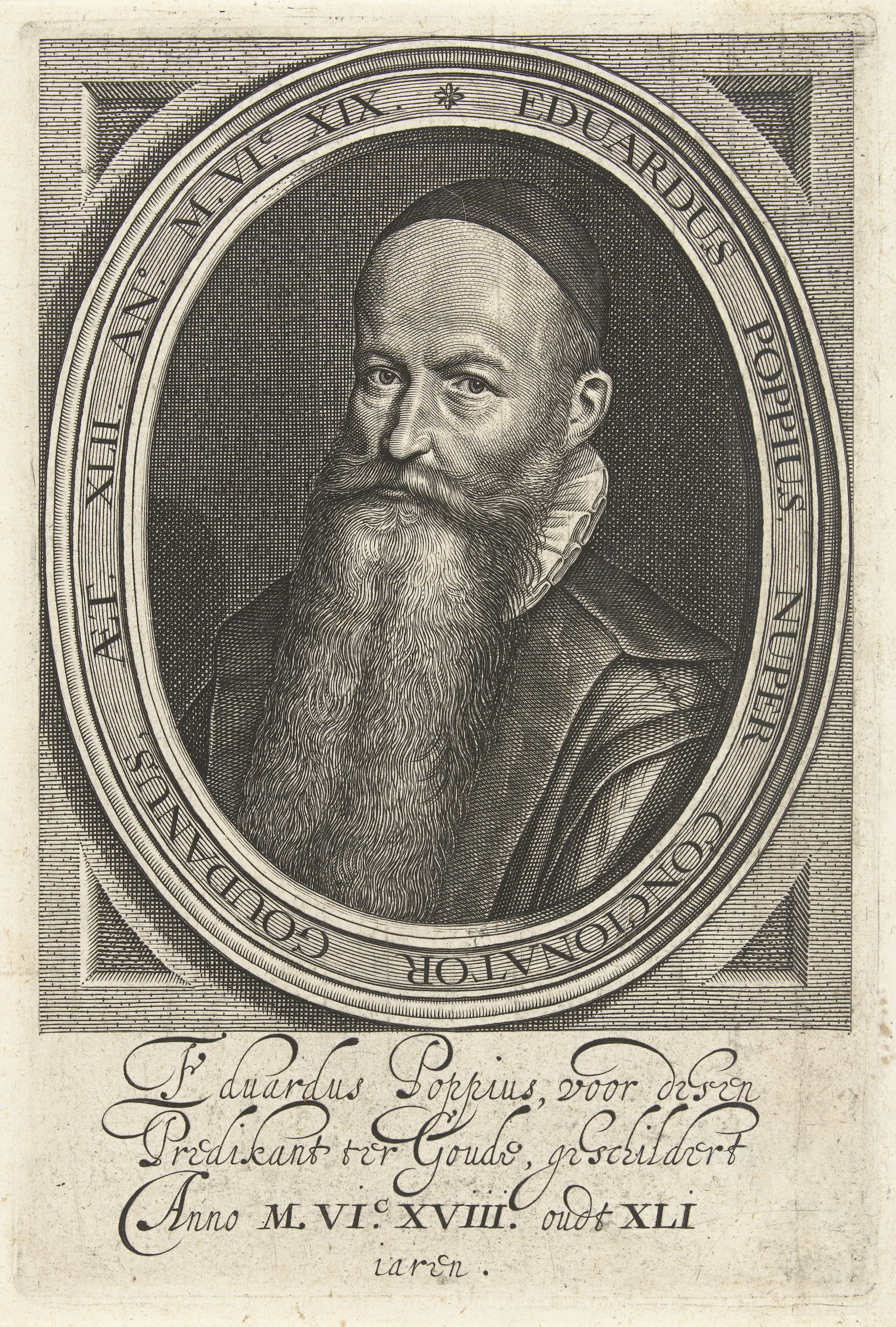
Eduard Popius

Eduard Popius (* um 1575; † 9. März 1624 in der Festung Loevestein) war ein evangelisch-reformierter niederländischer Geistlicher, der als prominenter Remonstrant 1618 auf der Dordrechter Synode vorgeladen wurde.

## Biografie
Eduard Popius, der an der Universität Leiden Theologie studiert hatte, gehört zu einer Gruppe jüngerer reformierter Geistlicher, die stark durch Jacobus Arminius beeinflusst wurden. Seine erste Pfarrstelle trat er 1599 in Amstelveen an; ab 1607 war er Pfarrer in Gouda. Er gehörte 1610 zu den ersten Unterzeichnern der sogenannten Remonstrantie. Auf der Dordrechter Synode, zu der er 1618 vorgeladen wurde, verteidigte er die Theologie der Remonstranten, bis diese Gruppe Anfang 1619 von den Beratungen ausgeschlossen wurde. Er gehörte zu den Direktoren der Remonstrantischen Bruderschaft. Wie andere Remonstranten wurde Popius nach der Verurteilung ihrer Lehre in Dordrecht des Landes verwiesen. Er kehrte aber heimlich nach Gouda zu seiner Gemeinde zurück. Popius vertrat aktiv die Anschauungen des Arminius und kritisierte die Lehrregeln von Dordrecht, die seiner Meinung nach das Evangelium wirkungslos machten. Der Stadtrat von Gouda setzte 1621 eine Belohnung von 300 Gulden für die Verhaftung des Popius aus, zusätzlich zu der Prämie, die die niederländische Regierung bereits ausgelobt hatte. Nach zwei Jahren im Untergrund wurde Popius dann zusammen mit Carolus Niellius in Haarlem verhaftet. Den Rest seines Lebens verbrachte Popius als Gefangener in der Festung Loevestein. Es blieb ihm erspart, unter der Folter als möglicher Mitwisser einer Verschwörung gegen Moritz von Oranien verhört zu werden. Nach der Hinrichtung ihres Vaters Johan van Oldenbarneveldt planten dessen Söhne Reinier und Philipp 1619 einen Anschlag auf den Statthalter, der aber misslang. In diese Verschwörung waren auch remonstrantische Pfarrer, darunter Hendrick Danielsz Slatius, einbezogen.